# Голуэй (станция)
Голуэй (на англ. употребимо: Ceannt) — железнодорожный вокзал, открытый 1 августа 1851 года и обеспечивающий транспортной связью одноимённый город в графстве Голуэй, Республика Ирландия. Вокзал расположен в центре города у площади Эйре (англ. Eyre Square). Запланирована перестройка вокзала в ходе реализации проекта Ceannt Station Quarter(англ. ).

## История
Вокзал получил название Ceannt 10 апреля 1966 года в честь одного из лидеров Пасхального восстания — Éamonn Ceannt(англ. ).

#### Достопримечательности
Церковь св. Николая (XIV век), замок Линх (XV век), Испанская арка (XVI век), Городской музей, Центр Ирландского хрусталя, Голуэйский кафедральный собор